# اسکی‌بازار
اسکی‌بازار (به ترکی استانبولی: Eskipazar) یک منطقهٔ مسکونی در ترکیه است که در استان قره‌بوک واقع شده‌است. اسکی‌بازار ۹۰۲ متر بالاتر از سطح دریا واقع شده‌است.